# Тальвіц
Тальвіц (нім. Thallwitz) — громада в Німеччині, розташована в землі Саксонія. Входить до складу району Лейпциг.
Площа — 53,00 км2. Населення становить 3557 ос. (станом на 31 грудня 2020).